# M.O.P.
M.O.P é a dupla de rappers do Brooklyn, Nova Iorque. Composto por rappers Billy Danze e Lil 'Fame, a dupla é conhecida pelo seu estilo de entrega lírica agressivo. Embora mantenham um seguimento underground forte, eles são principalmente conhecidos pela música "Ante Up", lançado em seu álbum 'Warriorz' 'em 2000 e com o qual eles tiveram êxito mainstream.